# Aeroporto di Flores
L'aeroporto di Flores (Aeroporto das Flores in portoghese) è un aeroporto portoghese situato nella cittadina di Santa Cruz das Flores principale centro dell'isola di Flores, nell'arcipelago delle Azzorre.

## Storia
Lo scalo fu aperto al traffico nel 1966.